# Station Sędziszów
Station Sędziszów is een spoorwegstation in de Poolse plaats Sędziszów.